# Falso tsunami de Concepción
Se conoce como falso tsunami de Concepción a una extendida situación de pánico colectivo que la noche del 16 de enero de 2005, movilizó a más de 18 mil personas, en su mayoría habitantes del Gran Concepción, en Chile, ante la alerta de un supuesto maremoto que afectaría a esa conurbación, pero que nunca llegó a ocurrir.

## Cronología
Durante la noche del 16 de enero de 2005, y según se determinó en la investigación realizada posteriormente, el rumor sobre un tsunami que afectaría a la zona, comenzó en la isla Quiriquina, administrada por la armada chilena.
Pronto este rumor se expandió rápidamente entre los habitantes de los alrededores de la isla. A medida que crecía la histeria colectiva, cada vez más se tergiversaba el dato, hasta que finalmente se empezó a hablar de un tsunami que, de seguro, en las próximas horas golpearía a la zona.
Por medio del teléfono, chat, correo electrónico, y el aviso de vecino a vecino (conocido como boca-oreja), gran parte de la población pencopolitana se vio ante la situación de la posible llegada de un maremoto.
Con el fresco recuerdo del terremoto y tsunami que afectó al sudeste asiático a finales de 2004, y ya en la madrugada del 17 de enero miles de personas comenzaron a escapar hacia puntos más altos, como cerros. El apogeo fue entre las 01:00 y las 02:00 de la madrugada, cuando cerca de 20 mil personas, según algunas estimaciones, no se encontraban en sus hogares debido a la falsa alarma.
Las principales arterias viales de la ciudad colapsaron, especialmente los puentes sobre el río Biobío.
Pasadas las 2:30 de la madrugada (hora local), las emisoras radiales, como Radio Bio-Bío, comenzaron a informar sobre la situación y a señalar la rotunda y total falsedad del supuesto maremoto. Recién en ese momento los habitantes comenzaron a regresar a sus hogares, aunque algunas personas, asediadas por el miedo, continuaron en los cerros hasta la mañana del 17 de enero.

## Consecuencias
Todos los informativos regionales y nacionales informaron sobre la noche de pánico vivida en Concepción. Incluso algunos medios extranjeros como CNN le entregaron difusión.
La falta de organización frente a un verdadero desastre quedó al descubierto al observar la reacción y proceder de la población a medida que el rumor tomaba fuerza. Debido a esto, posteriormente las distintas alcaldías, junto al  gobierno, las organizaciones de emergencia, y la Armada, prepararon charlas y eventos con la comunidad para saber como actuar en caso de un tsunami.
Toda la situación dejó como saldo una anecdótica historia, además de una víctima fatal, una mujer de 68 años que no pudo ser atendida luego de sufrir un infarto, en el barrio de Lomas Coloradas, en la comuna de San Pedro de la Paz, en la zona poniente de la urbe.

## Investigación
Unos días después la justicia penquista comenzó una investigación para determinar quienes fueron los responsables de iniciar el rumor y de que manera se expandió.
Durante el transcurso del proceso se criticó la tardía reacción de las autoridades y los medios de comunicación frente a la situación. Se determinó que la falta de información seria y confiable fue una de las principales razones de la tan rápida expansión del rumor.
El ministerio público determinó que el rumor comenzó en la isla Quiriquina, administrada por la armada chilena. Fue por ello que la investigación se traspasó a esa institución, la que finalmente a fines de 2005 decidió sobreseer el caso.

## Área afectada
Las comunas que podrían ser afectadas por algún tsunami en esta zona son:
- Por vía marítima directo:
  - Tomé
  - Penco
  - Talcahuano
  - Hualpén
  - San Pedro de la Paz
  - Coronel
  - Lota

- Por medio de las comunas costeras y por los ríos:
  - Concepción
  - Chiguayante
  - Hualqui
  - Santa Juana